# Christian Peskine
Pour les articles homonymes, voir Peskine.
Christian Peskine est un mathématicien français, né le 3 janvier 1943,.

## Biographie
Christian Peskine est le fils du cinéaste Boris Peskine (1911-1991), déporté pendant la guerre.
Il a soutenu sa thèse de doctorat en mathématiques, intitulée Dimension projective finie et cohomologie locale,  à l'Université Paris-Sud en 1971, sous la direction de Pierre Samuel et Maurice Auslander. 
Il a été chercheur au CNRS de 1966 à 1972, professeur à l'Université Louis Pasteur de Strasbourg de 1972 à 1975, professeur à l'Université d'Oslo de 1975 à 1985, puis professeur à l'université Pierre-et-Marie-Curie depuis 1985.
Il a créé l'Institut de mathématiques de Jussieu, qu'il a dirigé de 1994 à 2000. Il a ensuite été directeur scientifique adjoint pour les mathématiques du département de Sciences Physiques et Mathématiques (SPM) du CNRS de 2000 à 2007.
Il est professeur émérite de mathématiques à l'Université Pierre-et-Marie-Curie,.

## Principaux travaux
- Liaison des variétés algébriques, avec Lucien Szpiro[8].
- Théorèmes et conjectures d'intersection, avec Lucien Szpiro.
- Classification des courbes gauches, avec Laurent Gruson.
- Surfaces projectives complexes lisses en dimension 4, avec Geir Ellingsrud (en).

## Distinctions
- 1984 : Fridtjof Nansen’s Belønning, Académie Royale de Norvège.
- 1987 : Membre de l'Académie Royale de Norvège.
- 1988 : Prix d’excellence NAVF pour la recherche, Norvège.

## Principales publications
- « Une généralisation du main theorem de Zariski », Bulletin de la Société mathématique de France, 2e série, no 90, 1966, p. 119-127[9]
- Cohomologie locale et dimension projective finie, avec Lucien Szpiro, Publications mathématiques de l'IHÉS, 1973.
- Liaison des variétés algébriques, avec Lucien Szpiro, Inventiones Mathematicae, 1974.
- Syzygies et multiplicités,  avec Lucien Szpiro, Comptes rendus hebdomadaires des séances de l'Académie des sciences, Paris, 1974.
- Genre des courbes de l’espace projectif I, avec Laurent  Gruson, Algebraic Geometry, Tromso, 1978.
- Genre des courbes de l’espace projectif II, avec Laurent  Gruson, Annales scientifiques de l'École normale supérieure, 1982.
- On a theorem of  Castelnuovo and equations defining space curves, avec Laurent Gruson et Robert Lazarsfeld, Inventiones mathematicae, 1983.
- On the normal bundle of curves on a smooth projective surface,  avec Geir Ellingsrud (en) et Stein Arild Stromme, Inventiones mathematicae, 1985.
- Sur les surfaces lisses de P^4, avec Geir Ellingsrud,  Inventiones mathematicae, 1989.
- An Algebraic Introduction to Complex Projective Geometry 1. Commutative Algebra, Cambridge Studies in Advanced Mathematics,  Cambridge University Press, 1996.
- On the smooth locus of aligned Hilbert Schemes. The k-secant lemma and the general projection theorem, avec Laurent Gruson, Duke Mathematical Journal, 2013.